# Сорокин, Арнольд Иванович
Арнольд Иванович Сорокин (31 октября 1934, Москва) — советский футболист, вратарь.

## Биография
Начал выступать на взрослом уровне в 1953 году в команде «Металлург» (Запорожье), сыграл два матча в классе «Б». В 1954 году перешёл в таганрогское «Торпедо», игравшее в соревнованиях коллективов физкультуры, и в 1955 году вместе с командой стал чемпионом РСФСР среди КФК. В 1956—1957 годах выступал в классе «Б», сыграл 68 матчей за таганрогский клуб.
В 1958 году перешёл в московское «Торпедо». Дебютный матч в классе «А» сыграл 16 апреля 1958 года против тбилисского «Динамо» (6:1), заменив в ходе матча Альберта Денисенко. В составе автозаводцев выходил на поле в восьми матчах высшей лиги и пропустил 16 голов.
В ходе сезона 1958 года перешёл в днепропетровский «Металлург», но в команде не задержался. В 1959—1960 годах снова играл за запорожский «Металлург».
В 1961 году перешёл в рижскую «Даугаву». Команда стала аутсайдером высшей лиги, а вратарь сыграл 23 матча и пропустил более 40 голов.
В ходе сезона 1962 года перешёл в «Ростсельмаш». Затем в очередной раз вернулся в запорожский «Металлург», а в конце карьеры играл за «Азовсталь» (Жданов).
Дальнейшая судьба неизвестна.